# Ochna ciliata
Ochna ciliata är en tvåhjärtbladig växtart som beskrevs av Jean-Baptiste de Lamarck. Ochna ciliata ingår i släktet Ochna och familjen Ochnaceae. Inga underarter finns listade i Catalogue of Life.